# Tintin og Hajsøen
Tintin og Hajsøen (fransk originaltitel Tintin et le lac aux requins) er en animationsfilm fra 1972 instrueret af Raymond Leblanc. Den blev ikke skrevet af den belgiske tegneserieforfatter Hergé, der ellers har skrevet og tegnet resten af historierne om Tintin, men han var med til dens tilblivelse. Den blev skrevet af Greg (Michel Regnier), en anden belgisk tegneserieforfatter, der var ven af Hergé. Den blev også udgivet som tegneserie med illustrationer fra filmen.
Historien handler om  Tintin og kaptajn Haddock, der tager til Syldavien. I lufthavnen i Klow møder de Dupond og Dupont, der er på tophemmelig mission. De får hjælp fra nogle børn til at komme frem til professor Tournesol. Børnene og Tintin kidnappes af Rastapopoulus. Terry og kaptajn Haddock jagter ham og finder Tintin og skurkene. De bliver arresteret. 

## Danske stemmer
| Rolle               | Stemme           |
| ------------------- | ---------------- |
| Tintin              | Claus Ryskjær    |
| Kaptajn Haddock     | Karl Stegger     |
| Dupond og Dupont    | Ove Sprogøe      |
| Rastapopoulus       | John Price       |
| Professor Tournesol | William Kisum    |
| Niko og Nutsjaka    | Grethe Mogensen  |
| Bianca Castafiore   | Jytte Abildstrøm |
| Styrmand            | Paul Hagen       |

## Tintin og hajsøensom tegneserie
En sort-hvid version til aviser blev tegnet af Bob de Moor og består af 66 striber. Den gik som føljeton i Le Soir, France Soir og Het Nieuwsblad 21. november 1972 – 7. februar 1973. Et par uger efter blev en version i farver og med malede baggrunde udgivet; den gik ugentlig i Journal de Tintin fra nr. 49, 5. december 1972 – nr. 8, 20. februar 1973 og et halvt år senere i hollandsksprogede Pep, nr. 22, 1. juni 1973 – nr. 42, 19. oktober 1973.
Denne version blev udgivet som album 1973.

På dansk gik historien som føljeton i sort-hvid i Politiken 1973-1974 og i farver med malede baggrunde i fart og tempo 1973, begge versioner på 44 sider. Kun versionen med malede baggrunde er officielt udgivet som album på dansk, men en piratudgave findes med tegnede baggrunde og i farver. Sort-hvid udgave, farveudgave med tegnede baggrunde og farveudgave med malede baggrunde ses sammenlignet her og her.
Der eksisterer altså (mindst) 4 forskellige versioner af historien:
- 66 avisstriber i sort-hvid; ikke udgivet på dansk.[13]
- 44 sider i sort-hvid, ombrudt fra avisstriberne.[14] Udgivet på dansk i Politiken 1973-1974.[15][16]
- 44 sider i farver, tegnede baggrunde som i sort-hvid-versionen; ingen autoriserede udgaver.[12][17]
- 44 sider i farver, malede baggrunde; udgivet i fart og tempo og de autoriserede album.[18]

### Danske udgaver
Alle danske udgaver har 44 tegneseriesider.
- 1973-1974: Føljeton i Politiken nr. 285, 19. august 1973 – nr. 255, 16. juni 1974. Almindelige tegninger i sort-hvid.
- 1973: Føljeton i fart og tempo nr. 36, 6. september[19] – nr. 45, 8. november.[20] I farver med malede baggrunde.
- 1973: Tintins oplevelser (gammel standardudgave) nr. 20: Tintin og haj-søen. Carlsen if, ISBN 87-562-0470-1.[21] I farver med malede baggrunde. Trykt i 10 oplag fra 1973 til 2002, i alt i 109 500 eksemplarer:[22][23] Oversat at Jørgen Sonnergaard og håndtekstet af Erik Mosegård Jensen.[24]
- 2006: Tintins oplevelser (ikke autoriseret udgave): Hajsøen.[12] Med tegnede baggrunde og i farver.
- 2022: Tintin filmalbum: Tintin og hajsøen. Cobolt, ISBN 978-87-7085-975-2.[23][25] I farver med malede baggrunde. Oversat at Niels Søndergaard.[26]